# Divine Enfant
Pour les articles homonymes, voir enfant divin.
Pour plus de détails, voir Fiche technique et Distribution.
Divine Enfant est un film français réalisé par Jean-Pierre Mocky, sorti en 1989.

## Synopsis
Une fillette de six ans, Sarah, s'enfuit de son orphelinat. Elle ne veut pas se séparer de son petit chien, Toto, qui lui donne beaucoup d'affection. Elle rencontre alors Aurélien Brada, ancien pilote de Formule 1, dont la carrière fut brisée à cause d'un accident. Aurélien Brada décide de protéger la petite Sarah dans sa fugue. Ils croisent sur leur chemin divers personnages  (une folle échappée d'un asile, un éleveur de putois, des représentants de l'autorité, une noble au volant d'une Rolls Royce, Dédé-la-Terreur, des religieuses…) et sont poursuivis sans relâche par le commissaire Franquette.
Après maintes péripéties, les héros s'enfuient en hélicoptère vers les rivages ensoleillés de l'Océanie.

## Fiche technique
- Titre : Divine Enfant
- Réalisation : Jean-Pierre Mocky, assisté de Richard Debuisne
- Scénario : André Ruellan et Jean-Pierre Mocky
- Photographie : Marcel Combes et Jacques Mironneau
- Montage : Jean-Pierre Mocky et Annie-Claire Mittelberger
- Son : Bernard Rochut et Pascal Desprès
- Décors : Alain Cordonnier, Michel Modai et François Koltès
- Costumes : Anne Van Malderen et Marina Zuliani
- Coiffeur : Bay Axel
- Musique : Hubert Rostaing
- Sociétés de production : RFilms, Koala-Films et La Sept, avec la participation de Sofica Investimage et Investimage 2 ainsi que le Ministère de la Culture et de la Communication
- Production : François Ravard
- Société de distribution : Forum Distribution
- Pays d'origine :  France
- Lieux de tournage : Paris, Région Parisienne, Yerres, Ambleteuse (Pas-de-Calais)
- Genre : comédie
- Durée : 83 minutes
- Dates de sortie :
  - France : 19 avril 1989

## Distribution
- Laura Martel : Sarah
- Jean-Pierre Mocky : Aurélien Brada
- Sophie Moyse : Yacinthe Jacob-Fontaine
- Louise Boisvert : Catherine Morange
- Luc Delhumeau : Graton, directeur de l'orphelinat
- Jean-Pierre Clami : le commissaire Franquette
- Hélène Roussel : Blanche
- Tolsty : Carboni
- Charles Varel : Loupic
- Chadik Hniki : Lulu
- Guillaume Gatteau : Riri
- Jean-Paul Bonnaire : le chauffeur de taxi
- Antoine Mayor : Eureka
- Dominique Zardi : Bouche
- Jean Abeillé : un client de l'hôtel
- Jean-Claude Romer : le satyre au ballon
- Michel Francini : le chef des CRS
- Gérard Sagroun : Grenouillères
- Pascal Bénezech : Gustave
- Anna Leroux : Mme Graton
- Grégory Herpe : CRS
- Philippe Guinet : le majordome